# Résidence Klein Osdorp

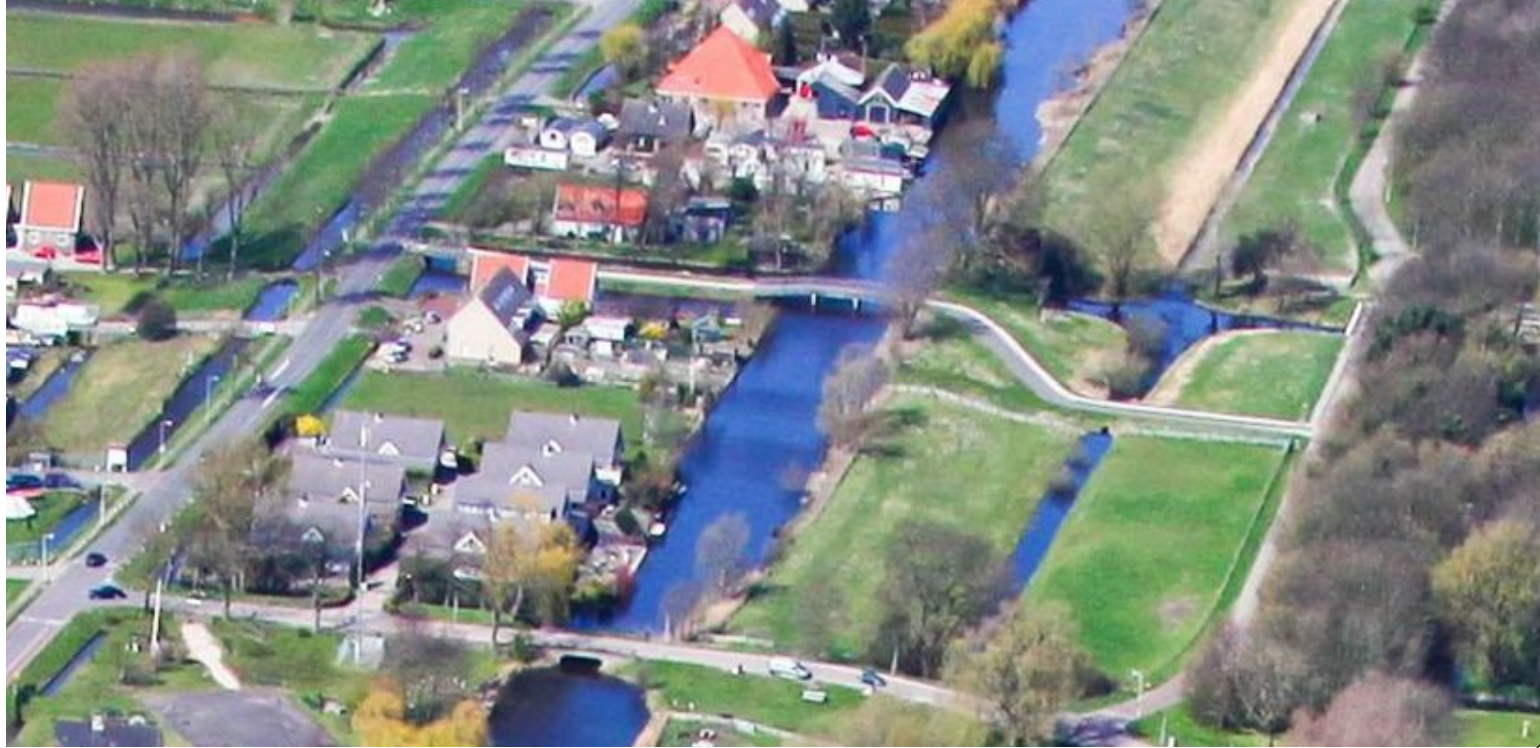
Résidence Klein Osdorp (links onder) op de Osdorperweg hoek Joris van den Berghweg

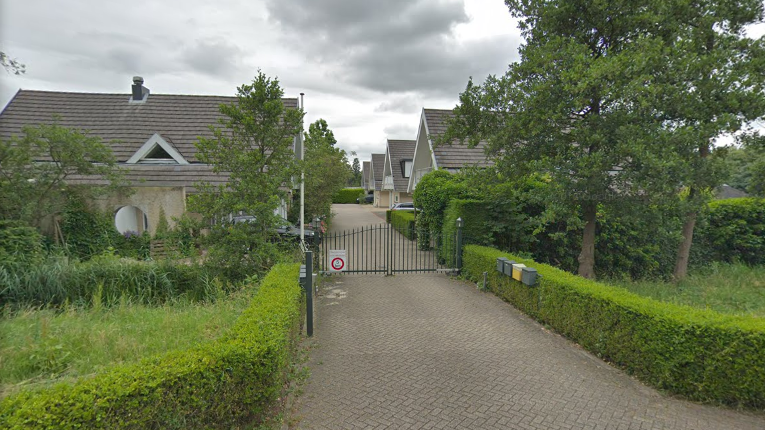
Entree van Résidence Klein Osdorp, Osdorperweg 714-726

Résidence Klein Osdorp is een kleinschalig villapark aan de Osdorperweg 714 t/m 726 in Oud Osdorp in Amsterdam. Het bestaat uit zeven vrijstaande villa’s die alle op eigen grond zijn gebouwd in de periode 1998-2001. Het complex bevindt zich op de hoek van de Joris van den Berghweg, waar ook de gemeenschappelijke entree is. Het heeft de opzet van een zogenoemd gated community of hekwerkwijk waarvan er overigens meer zijn langs deze weg, omgeven door water en hekwerk. Van de zeven villa’s zijn er drie gelegen aan de zijde van de Osdorperweg, de overige vier liggen aan de vaart daarachter. Afhankelijk van het gemaal waarop de woning is aangesloten, heeft elke eigenaar samen met 2 of 3 mede-eigenaren het beheer over een van de twee rioolpersgemalen. In de akte van erfdienstbaarheden is bepaald dat de eigenaren gezamenlijk zorgdragen voor de toegangsweg, het entreehek met video-intercom en de verlichting.